# Bán Endre (pap)
Bán Endre (Marcali, 1934. június 1. – Szombathely, 1995. július 24.)  katolikus pap, teológiai tanár.

## Élete
Középiskolai tanulmányait a pécsi Nagy Lajos Gimnáziumban végezte, 1952-ben érettségizett. A budapesti Hittudományi Akadémián tanult, 1957-ben pappá szentelték, 1958-ban teológiai doktorátust szerzett. Rogács Ferenc püspök szertartója (1958–1962). 1962 és 1965 között az állami hatóság eltiltotta a papi működéstől. A felfüggesztés megszüntetése után Tolnán (1965–1971), Szigetvárott segédlelkész (1971–1974), a pécsi Jézus Szíve plébánia segédlelkésze (1974– 1978), plébánosa (1978–1993). 1991-től székesegyházi kanonok, püspöki helynök,  a Pécsi Hittudományi Főiskola rektora. 1993-tól pápai prelátus volt.

## Elismerései
- Pécsi Polgár-díj (1993)[2]